# Tchike-Taman
Le Tchike-Taman (en russe : Чике-Тама́н) est  col de montagne russe de la route de la Tchouïa, à 1 295 mètres d'altitude, avec une longueur totale de 11 km. Il est situé dans le raïon d'Ongoudaï, dans la république de l'Altaï. Depuis 1996, le col est un monument naturel de la république et il possède un point d'observation au sommet,.
Son nom vient de l'altaï Tchike et de l'altaï Taman, signifiant « semelle droite ».

## Géographie
Le col se situe dans les monts de la Terekta, dans l'Altaï russe. Il fait partie de la route fédérale R256 qui relie Novossibirsk à la Mongolie. Elle commence au point kilométrique 655 de la R256, et s'étale sur 11 kilomètres, avec 4 kilomètres de montée et 7 de descente. Au col, à 1 295 mètres d'altitude, il y a un panorama sur les monts de la Terekta dans le raïon d'Ongoudaï. Il y a une aire d'observation, un parking et un camping.
La route est creusée dans la roche, avec de nombreux virages. Il y a souvent des éboulements, mais la route est très entretenue, très large, et est ouverte en hiver.
Le Tchike-Taman est environné par des forêts de mélèzes de Sibérie, avec aussi des bouleaux, pins de Sibérie et des fougères et mousses. Il est aussi habité par des écureuils, campagnols, vipères, lézards, et pikas.

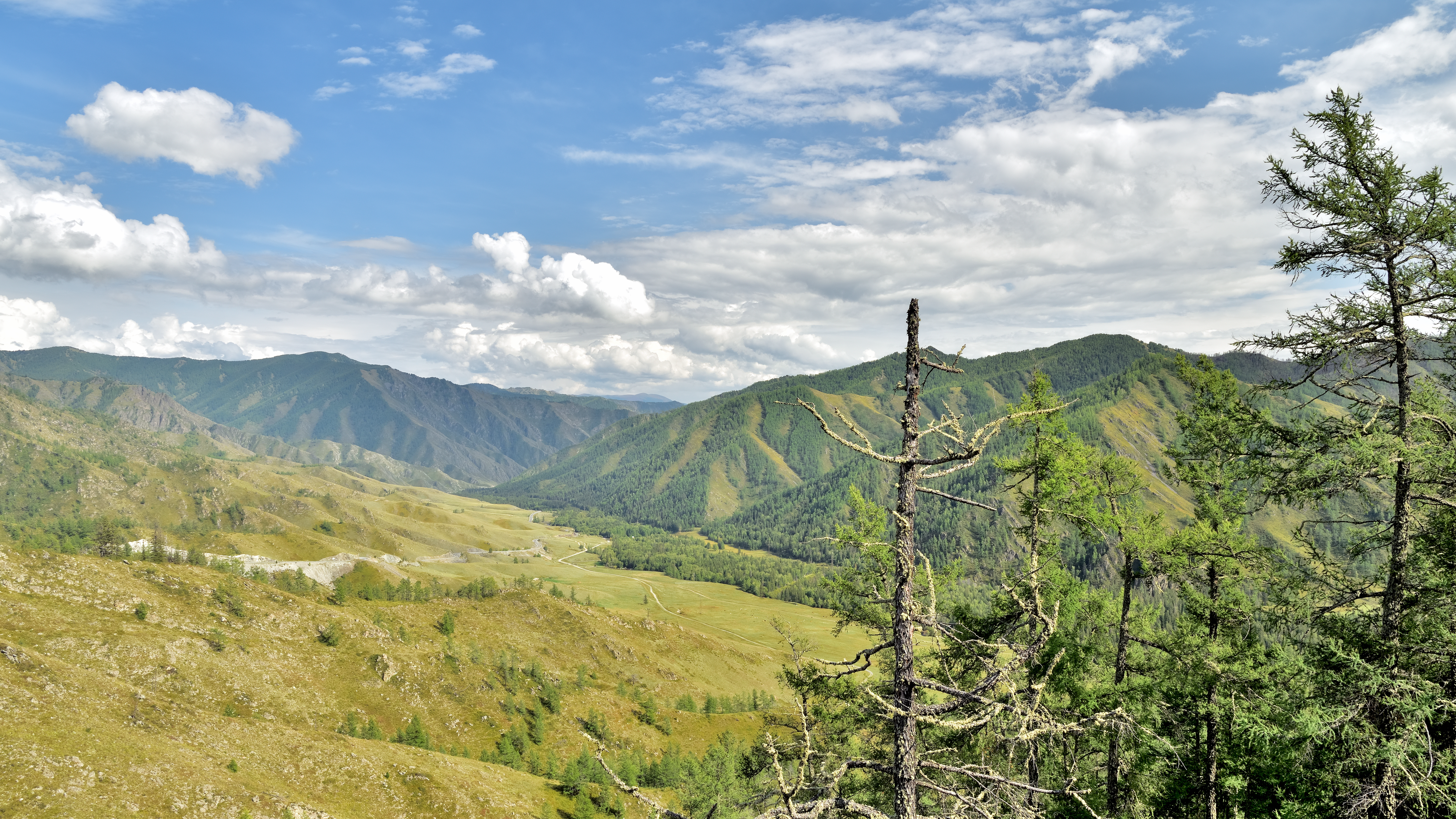
Panorama depuis le col vers le sud.
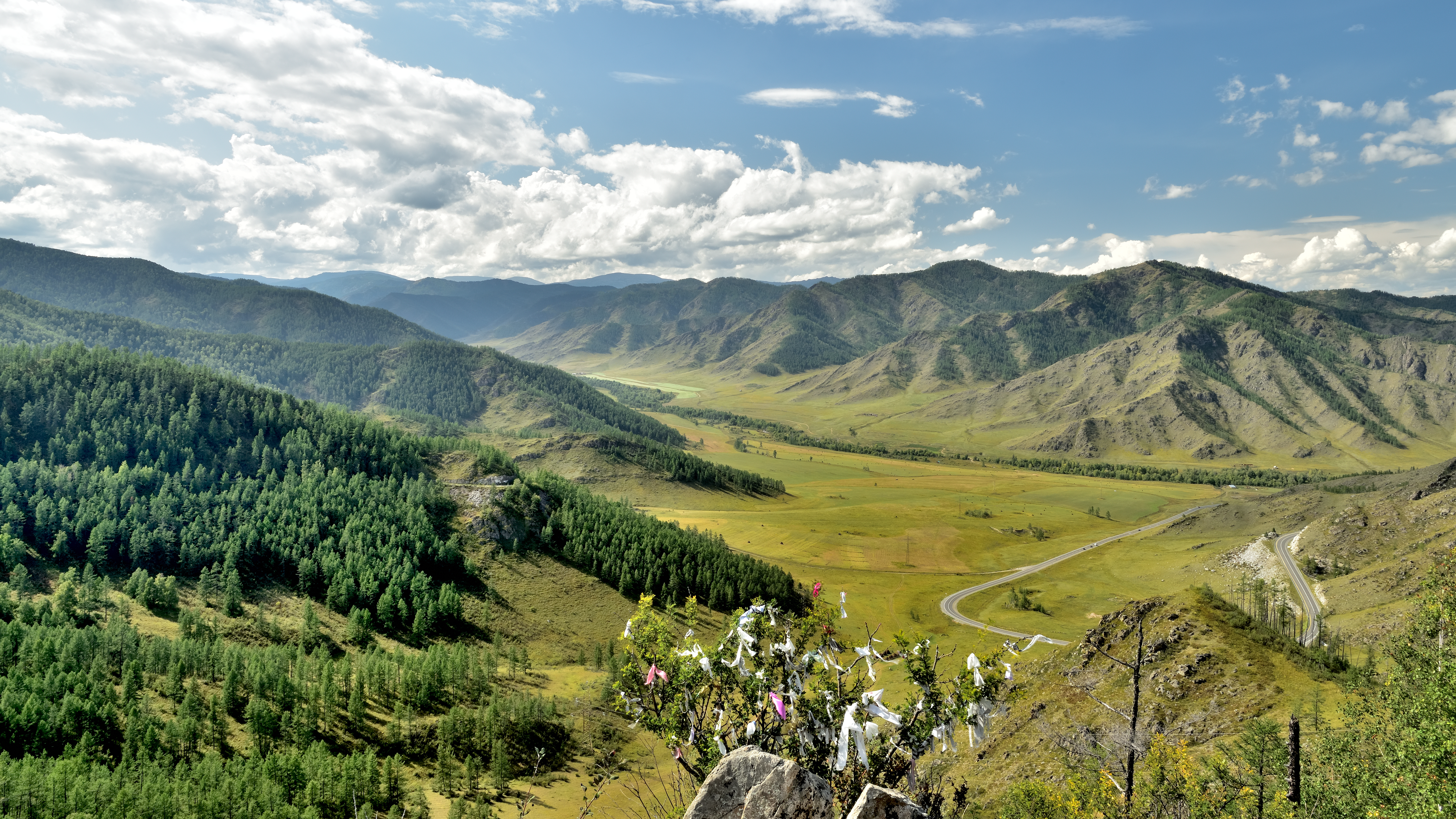
Panorama depuis le col au nord.
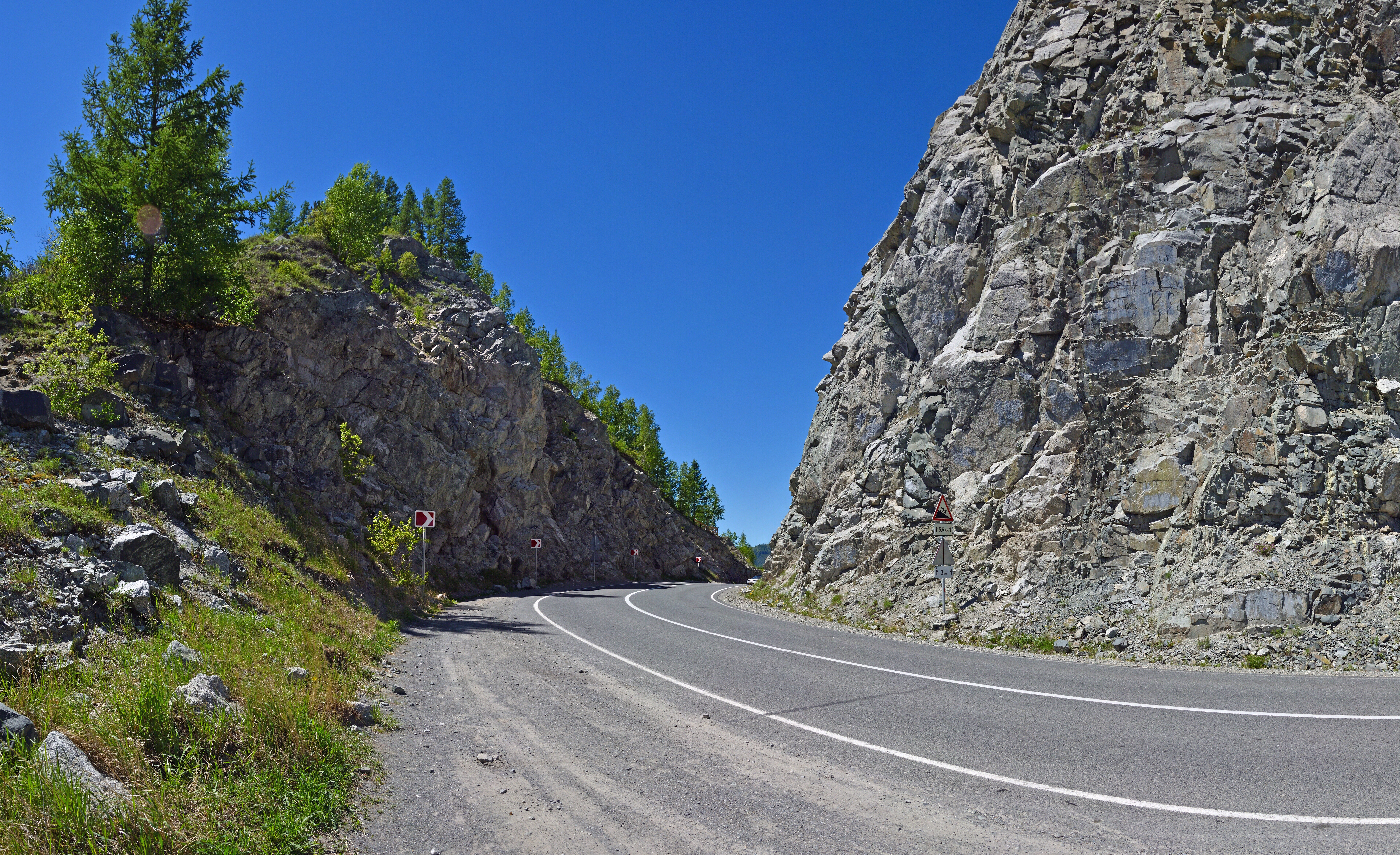
Vue de la route au sommet.
Vue du sud du Tchike-Taman.

## Histoire
Jusqu'au début du XXe siècle, la route de la Tchouïa ne passait pas par ce col, bien que des fouilles archéologiques ont démontré l'existence d'une ancienne route datant du Xe au XIIe siècle. Il n'y avait à la fin du XIXe qu'un sentier pour les chevaux, avec 34 virages serrés et dangereux. Ce sentier est toujours visible, bien qu'envahi par la végétation.
En 1903, la construction de la route fut achevée et, en 1924-1925, une reconstruction eut lieu, afin de permettre la circulation automobile. La route était alors composée de 47 virages en épingle. Mais en 1926, il fut décider de la reconstruire entièrement en empruntant en partie la piste hippomobile, et en 1927, la route en gravier fut achevée.
En 1984, après des années de travaux et 500 000 tonnes de roches déplacées, une nouvelle route fut mise en service, bien moins dangereuse.